# Howard Finkel
Howard Finkel (Newark, 7 de Junho de 1950 — 16 de abril de 2020) foi um profissional de wrestling foi um anunciador de ringue norte-americano.

## Biografia
Nascido em Newark, foi contratado por Vince McMahon em 1975, quando a WWE ainda se chamava World Wide Wrestling Federation, "The Fink", como era conhecido, foi a pessoa que ficou mais tempo no plantel da WWE (WWF ou WWWF).
Ele foi também quem sugeriu a McMahon que fosse criado o PPV WrestleMania, maior evento de wrestling profissional no mundo atualmente. Depois de não estar mais empregado pela WWE, Finkel ainda participou de alguns house shows, mas somente como anunciador de ringue. Em 24 de março de 2009 foi anunciado que Finkel seria admitido no WWE Hall of Fame. Foi o anunciador de ringue do Território de Desenvolvimento da WWE, a FCW.

## Morte
Morreu aos 69 anos de idade.